# Copelatus waltoni
Copelatus waltoni är en skalbaggsart som beskrevs av J. Balfour-browne 1950. Copelatus waltoni ingår i släktet Copelatus och familjen dykare. Inga underarter finns listade i Catalogue of Life.